# Корриген, Реджи
Реджи Корриген (англ. Reggie Corrigan, родился 19 ноября 1970) — ирландский регбист, игравший на позиции пропа.

## Биография

### Клубная карьера
Обучался регби в колледже Представления в городе Брей. Воспитанник клубов «Лэнсдаун» и «Грейстонс». Дебютировал в межпровинциальном чемпионате Ирландии в составе клуба «Ленстер», в его составе выступал с сезона 2001/2002 в Кельтской лиге и выиграл в первом же сезоне турнир. Играл до конца сезона 2006/2007.
Со 138 играми Корриген установил рекорд клуба по количеству сыгранных матчей, который, однако, позднее перебили и Брайан О’Дрисколл, и Гордон Д’Арси.

### Карьера в сборной
Первую игру Корриген провёл 30 ноября 1997 против Канады. Он сыграл всего 47 игр за национальную сборную, выступая на чемпионатах мира 1999 и 2003 годов. Дважды Реджи назначался капитаном сборной, выводя сборную в 2003 году на матчи против Тонга и Самоа. Участвовал в Кубке пяти наций 1998 и ещё в четырёх Кубках шести наций: 2003, 2004, 2005 и 2006 годов. В 2004 году его сборная завоевала Тройную корону, обыграв Англию, Шотландию и Уэльс. Последнюю игру Корриген провёл 11 февраля 2006 против Франции. После Кубка шести наций 2006 года он объявил о своём завершении карьеры за сборную.

### Карьера тренера
В 2009 году Корриген подписал контракт с «Ленстером» и вошёл в его тренерский штаб. В 2012 году он не продлил контракт с клубом и ушёл работать в «Манстер», но через два года был уволен из «Манстера», поскольку официально не поставил в известность свою предыдущую команду об увольнении, что противоречило ирландским законам.

### Личная жизнь
В настоящее время Реджи работает в колледже Представления и отвечает за здоровое питание студентов. Приглашается часто на спортивный телеканал Setanta Ireland комментатором регбийных матчей и аналитиком в спортивных передачах.
Супруга — Фрида, сын — Нэтан.